# 남부국민민족인민주

남부국민민족인민주

남부국민민족인민주의 기

남부국민민족인민주(南部國民民族人民州, 암하라어: የደቡብ ብሔሮች ብሔረሰቦችና ሕዝቦች ክልል, 영어: Southern Nations, Nationalities, and Peoples' Region)는 에티오피아의 주로, 서쪽으로는 남수단, 남쪽으로는 케냐와 국경을 맞대고 있다. 주도는 아와사이며 면적은 112,343.19km2, 인구는 15,042,531명(2007년 기준), 인구밀도는 134.0명/km2이다. 오모강은 이 곳에서 유입되어 투르카나호로 빠져나간다. 45개 이상의 토착 민족이 살고 있다.
2023년 주민투표에 의해 남부에티오피아지역주와 중앙에티오피아지역주로 분리되었다.